# Downeshelea nigra
Downeshelea nigra är en tvåvingeart som först beskrevs av Tokunaga 1963.  Downeshelea nigra ingår i släktet Downeshelea och familjen svidknott. Inga underarter finns listade i Catalogue of Life.